# 411vm 63
411vm 63 je številka 411 video revije, znana tudi kot The Mikey issue, saj je posvečena rolkarju Mike Taylorju, ki jo tudi vodi. Zaradi tega je glasba v tej številki večinoma hip-hop glasba; izšla pa je marca 2004.
V Openers ima Mike Vallely dva različna posnetka svojega trika, kar je neobičajno, saj so triki v tej rubriki med težjimi. Na posnetkih se vidi, da se za ponoven poizkus odloči, ker trika ne odpelje popolno.
Kar nekaj trikov ima v Mikeovem Profile njegov brat Matt Taylor, ki rolka z njim že od njegovega začetka.

## Vsebina številke in glasbena podlaga
Glasbena podlaga je navedena v oklepajih.
- Openers Jereme Reeves, Mike Taylor, Daewon Song, Grant Patterson, Bjorn Johnston, Scott Kane, Mike Vallely
- Controlled chaos Van Wastell, Jereme Rogers, Paul Rodriguez, Eric Bork, Terry Kennedy (Jay-Z - Big pimpin')
- Rookie Scott Kane (Beanie sigel - Beanie)
- Road trip Venture team to Make-a-wish benefit (Memphis bleek - Is that your chick, Jay-Z - Diamond is forever)
- Hot Wheels Russ Milligan, Kelly Hart, Sven Kilchenmann, Bjorn Johnston (Jay-Z - Guilty until proven inocent)
- Contest Tampa AM 2004 (Jay-Z - The bounce)
- Wheels of fortune Grant Patterson (Beanie sigel - Remember them days)
- Chaos (Cam'ron - Hey ma)
- Profile Mike Taylor (Jay-Z - Million and one question)

- Tricktips kickflip s Jesse Paez

DVD dodatki:
- Roomies Darrell Stanton, Scott Kane (Jay-Z - D' devils, Jay-Z - Do it again)
- Spot check Skatelab (Jay-Z - Friend or foe '98)
- Road trip DVS Eurotour (DJ Frane - I am dreaming)
- Contest Tampa AM 2004 - daljša motaža (Jay-Z - Nigga what, nigga who, Jay-Z - Jay-Z)
- Bonus Make-a-wish step-up (Memphis bleek - Is that your chick)
- Contests Australian bowlriders (Pond rock - For it)
- Road trip Seek v Kanadi (DJ Egadz - Track 1, DJ Egadz - Track 2)
- Spot check La warehouse (The feeblez - Anti-pop)
- Road trip DVS in Matix v Panami in Kosta Riki (Gran Daddy - Stray dog and the chocolate shake)